# Frei Martinho
Frei Martinho är en kommun i Brasilien.   Den ligger i delstaten Paraíba, i den östra delen av landet, 1 600 km nordost om huvudstaden Brasília. Antalet invånare är 2 933.
Omgivningarna runt Frei Martinho är huvudsakligen savann. Runt Frei Martinho är det glesbefolkat, med 17 invånare per kvadratkilometer.